# イースタン・ワイオミング・カレッジ
イースタン・ワイオミング・カレッジ（英: Eastern Wyoming College）は、ワイオミング州リヴァートンにある2年制の公立のコミュニティー・カレッジである。1948年設立。